# Piove
A Piove (magyarul: Esik az eső), ismertebb nevén Ciao, ciao bambina (magyarul: Szia, szia kedvesem) egy dal, amely Olaszországot képviselte az 1959-es Eurovíziós Dalfesztiválon. A dalt Domenico Modugno adta elő olasz nyelven.
A dalt az olasz nemzeti döntőn, a Sanremói Dalfesztiválon választották ki. A dal listavezető volt Belgiumban és Olaszországban.